# Ordinariat militaire de Nouvelle-Zélande
L'ordinariat militaire de Nouvelle-Zélande (en latin : Ordinariatus Militaris Nova Zelandia) est un ordinariat militaire de l'Église catholique romaine en Nouvelle-Zélande, élevé le 28 octobre 1976 au rang de diocèse au sein des Forces armées néo-zélandaises.

## Ordinaires
- 28 octobre 1976-† 17 avril 1981 : Owen Snedden (Owen Noël Snedden)
- 19 juin 1981-† 6 septembre 1994 : Edward Gaines (Edward Russell Gaines)
- 1er juin 1995-1er avril 2005 : Thomas Williams (Thomas Stafford Williams)
- 1er avril 2005-27 mai 2023 : John Dew (John Atcherley Dew)
- depuis le 27 mai 2023 : Paul Martin (Paul Gerard Martin)